# Ndwedwe
Ndwedwe es un municipio local sudafricano situado en el distrito de iLembe, en la provincia de KwaZulu-Natal.

## Superficie
Ndwedwe tiene una superficie de 1079 km².

## Demografía
En 2022, tenía 165 826 habitantes, una densidad poblacional de 153,7 hab./km², y 29 981 viviendas.